# Pedro de Villagómez
Pedro de Villagómez y Vivanco (Castroverde de Campos, Castilla y León, 8 de octubre de 1589-Lima, Perú, 12 de mayo de 1671), fue un clérigo español que llegó a ser obispo de Arequipa (1632-1640) y el 6.º arzobispo de Lima (1640-1671). Se destacó por sus esfuerzos de evangelizar a los indígenas y de extirpar las idolatrías, que todavía subsistían tras un siglo de gobierno colonial. También abogó por el buen trato que se debía dar a las poblaciones indígenas y a los esclavos negros, denunciando los abusos que estos sufrían en las minas, plantaciones y obrajes. Denunció a los corregidores y otras autoridades que fomentaban esas injusticias, enviando informes al rey. También disciplinó a los religiosos y doctrineros que cometían abusos contra los indígenas. Se preocupó además por la reedificación de la Catedral de Arequipa y otros edificios religiosos. En Lima fundó monasterios y el hospital de San Bartolomé para negros libertos. Tuvo también entredichos con la autoridad virreinal por cuestiones de protocolo y le tocó celebrar la beatificación de Rosa de Lima en 1670. 

## Biografía

### Primeros años
Fue hijo del capitán Francisco de Villagómez y Herrera e Inés de Corral y Quevedo, hidalgos de la villa de Castroverde de Campos, perteneciente a la diócesis de León. Fue sobrino bisnieto de Santo Toribio de Mogrovejo, segundo arzobispo de Lima.
Empezó sus estudios en Montilla, donde aprendió Gramática; los continuó en la Universidad de Salamanca, donde cursó Teología y Jurisprudencia; y finalmente, pasó a la Universidad de Sevilla, en donde se graduó de doctor en Leyes y Cánones.
En 1611 se incorporó al coro de la Catedral de Sevilla  como canónigo. Fue nombrado juez del Santo Oficio, y visitador de los conventos de monjas de Sevilla. Todas estas funciones las cumplió durante veinte años.

### Obispo de Arequipa
En enero de 1631 el Consejo de Indias presentó al rey Felipe IV una lista de doce prelados propuestos para ocupar el vacante obispado de Arequipa, en la que Pedro de Villagómez iba en segundo lugar. No obstante ello, el rey lo eligió a él, y el 12 de julio fue preconizado por el papa Urbano VIII.
Asimismo, el 27 de abril de 1632, fue nombrado visitador de la Real Audiencia de Lima, los tribunales y la Universidad de San Marcos, por fallecimiento de su antecesor en ese cargo, el inquisidor Juan Gutiérrez Flores. Marchó entonces al Perú, arribando a Lima el 20 de abril de 1633. Tras llegarle las bulas confirmatorias de su elección, fue consagrado como obispo por el arzobispo de Lima Fernando Arias de Ugarte, el 9 de septiembre del mismo año.
No marchó de inmediato a su diócesis arequipeña, pues se abocó por realizar la labor de visita a la audiencia de Lima que se le había encomendado, la que realizó con mucha escrupulosidad. En la Universidad de San Marcos aprobó la creación de las cátedras de Prima y Vísperas de Medicina, pese a la oposición del clérigo Alonso de Huerta, quien alegó que los indios curaban con sus hierbas más eficazmente que los médicos, y que por lo tanto eran inútiles tales cátedras. 

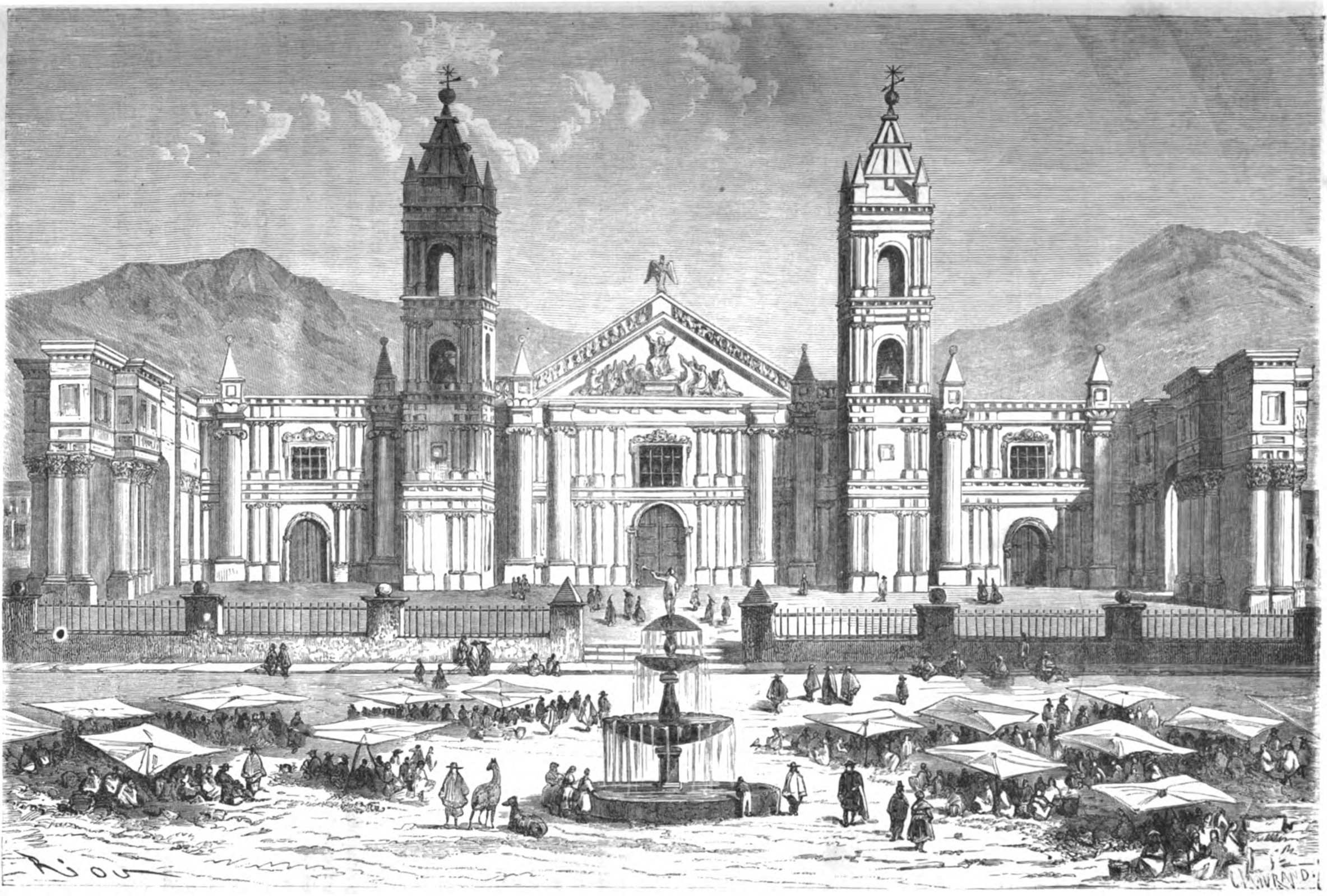
Grabado que representa a la Catedral de Arequipa en el.

Mientras realizaba la visita, otorgó su poder en la diócesis de Arequipa al deán gobernador Francisco de Godoy, que después fue obispo electo de Trujillo. Su labor de visitador culminó en abril de 1635, y solo entonces fue cuando emprendió viaje a Arequipa, adonde llegó el 25 de julio, tomando así posesión de su diócesis.
Iniciado su obispado, dispuso que con más agilidad se continuara la reedificación de la catedral de acuerdo a la disposición canónica, aspecto este que se había descuidado mucho. Gran parte de dicha obra se culminó en 1636, siendo muy alabada su fábrica por los expertos. Después de ello, sancionó la regla consueta, adaptada de la sevillana.
A mediados de 1636, emprendió la visita pastoral a su extensa diócesis, que duró seis meses. Dirigiéndose hacia el sur, llegó hasta Arica. Pudo constatar los abusos de los corregidores contra los indios, e incluso de los mismos doctrineros. Al respecto, envió un informe al rey.
De junio de 1637 a febrero de 1638 continuó la visita de su diócesis, desde Camaná hasta Caylloma y los Collaguas. Llegó a confirmar a más de 20 000 personas. A lo largo de esa visita se esforzó por extirpar las idolatrías y constató una vez más los abusos contra los indios.

De regreso en Arequipa, y ya con la experiencia adquirida en las visitas, celebró el primer sínodo diocesano, que se abrió en la catedral y cuyas sesiones se realizaron de 19 a 30 de diciembre de 1638, en la iglesia de Santa Catalina. Como resultado final, se aprobaron y promulgaron las constituciones.
Por motivo de salud no salió a visita en 1639, pero envió a jesuitas visitadores a Condesuyos y Collaguas para que continuaran la labor contra las idolatrías. En 1640 salió en otra visita, por seis meses.
Entre otras obras más, compuso un catecismo para los indígenas; destinó las dos terceras partes de su renta para limosnas; e implementó, por su cuenta, el coro, las rejas y los confesionarios de la Iglesia de Santa Catalina.

### Arzobispo de Lima
Promovido al arzobispado de Lima por bula del papa Urbano VIII de 16 de julio de 1640, entregó el gobierno episcopal de Arequipa al cabildo metropolitano y se embarcó en el puerto de Islay. Desembarcó en el Callao e hizo su entrada a Lima el 22 de mayo de 1641. El hecho de estar emparentado con el santo arzobispo de Lima, Toribio de Mogrovejo, hizo que disfrutase de la general estimación de su feligresía.

#### Labor episcopal

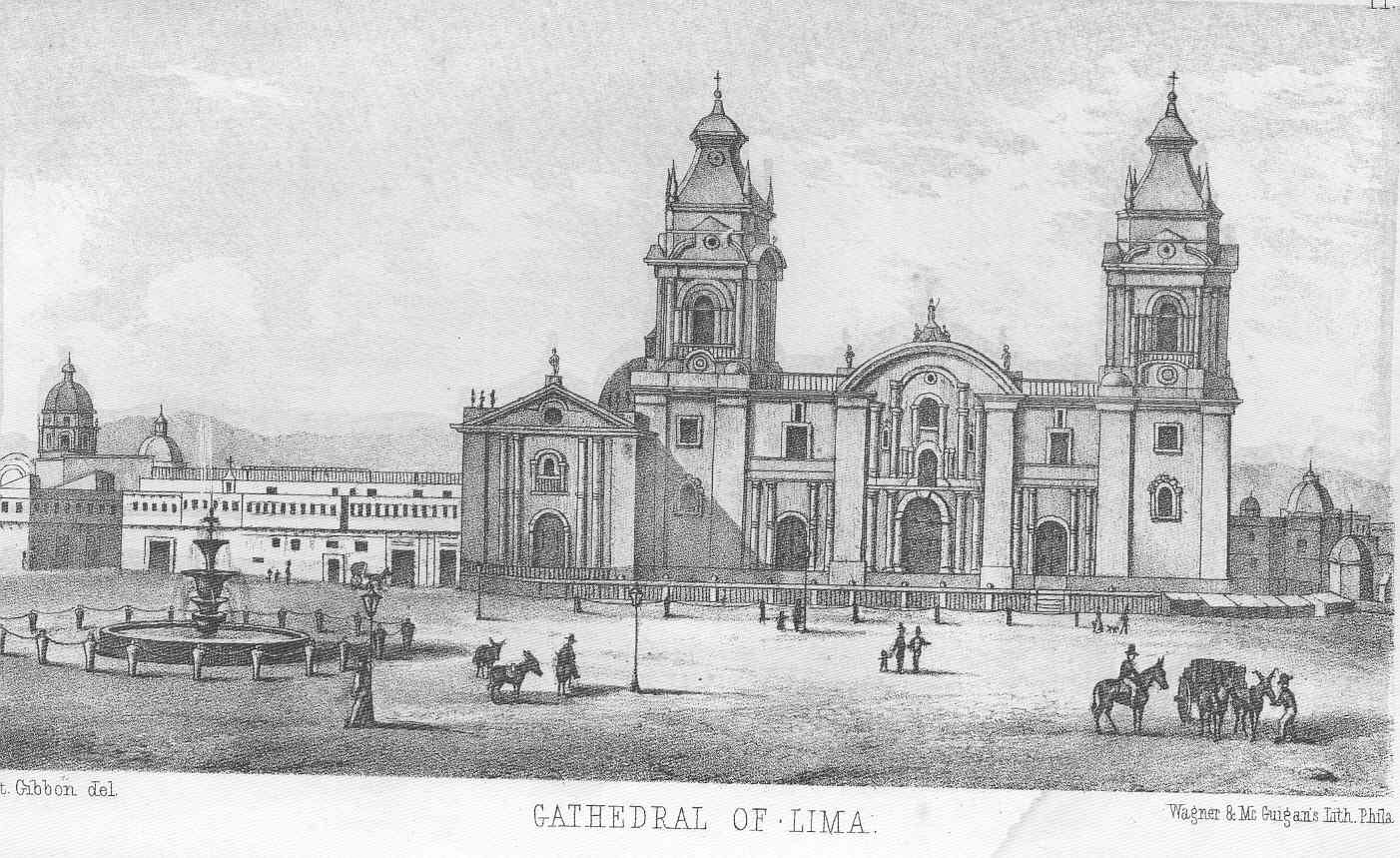
Grabado que representa a la Catedral de Lima, en el.

Su primera labor fue la visita de su catedral, que se dilató mucho, dejándola abierta hasta el 25 de mayo de 1650. En 1646 emprendió la visita pastoral de su arquidiócesis, pero no pasó de la provincia de Chancay, al norte de Lima. El territorio de su jurisdicción era muy extenso. Su edad y la falta de fuerza física no le daban ya para ejercer esa tarea como quería.
Villagómez consideraba a la idolatría supérstite como el principal mal que se debía desterrar, y al respecto publicó en 1649 una Carta pastoral de Exhortación e Instrucción contra las idolatrías de los indios del Arzobispado de Lima, que fue considerada en su tiempo como una obra maestra. Y encomendó al clérigo limeño Fernando de Avendaño redactar sermones en quechua y español, para facilitar la tarea de los evangelizadores.
Determinó finalmente encomendar la visita de su arquidiócesis a delegados o visitadores, quienes salieron a emprender dicha labor el 19 de septiembre de 1649. Iban con ellos algunos padres jesuitas, conocedores del idioma quechua. Esta visita, que fue muy dificultosa, se prolongaría hasta 1658. De la poca información que disponemos de este suceso, se concluye que existían tres focos de idolatría: Chavín, Huancabamba y el oriente de Huanuco, es decir zonas montañosas y aisladas.
Corrigió también los abusos que cometían los eclesiásticos.  Hizo una visita de los monasterios de mujeres y creyó conveniente limitar el número de religiosas de velo negro.
A raíz del memorial que Juan de Padilla elevó en 1657 al rey denunciando los abusos y maltratos contra los indígenas (tanto en lo material como en lo espiritual), Villagómez insistió en la catequización de los indios y en el buen trato que se les debía dar. Elevó incluso una petición al rey en 1661, denunciando los abusos contra los indígenas y el despojo de sus tierras comunales. Concretamente denunció la mita de las minas de Huancavelica, lugar en donde se sometía a trabajos excesivos a los indígenas, que se agravaba por no contar ni siquiera con un hospital, por lo que la mortandad de aquellos era enorme.
Favoreció diversas obras, como por ejemplo:
- La construcción de la iglesia del Sagrario, como un anexo de la catedral;[1][9]
- La erección del convento de las ermitañas agustinas descalzas o Monasterio de Nuestra Señora del Prado (donde profesaba su sobrina Hipólita de Villacorta), en cuya fábrica gastó 120 000 pesos;[1][10]
- La fundación del Hospital de San Bartolomé para negros libertos,[1][10] situado entonces en Barrios Altos, y que sería trasladado en el siglo XX a la avenida Alfonso Ugarte. Actualmente es el Hospital Nacional Docente Madre Niño San Bartolomé.

En su tiempo se fundó también el monasterio del Carmen. Cuando sucedió el terremoto de 1655, dispuso la erección en la Plaza Mayor de una gran tienda de campaña, para que sirviera de templo, mientras se realizaran las labores de reconstrucción. Por entonces destacó la prédica del padre Francisco del Castillo, llamando a hacer penitencia a los fieles, pues se consideraba dicha catástrofe como un castigo de la Divinidad.

#### Controversias

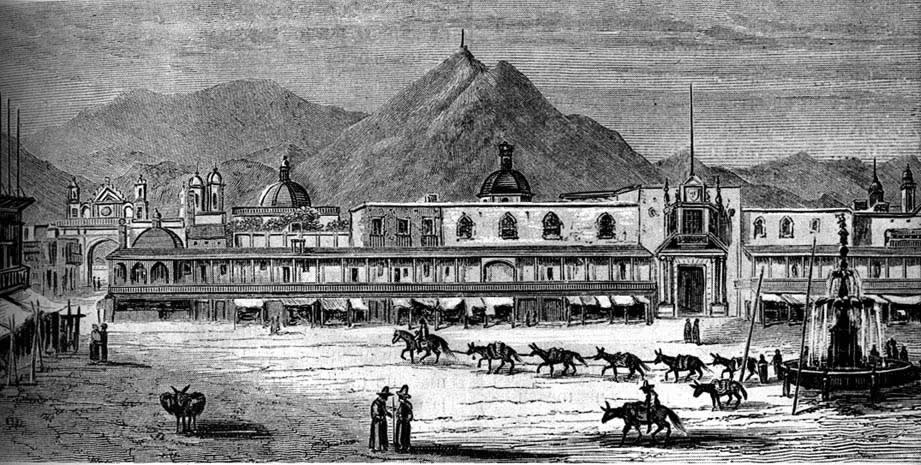
Palacio de los virreyes, arco del Triunfo y Plaza Mayor de Lima, según un grabado de fines del.

Con el virrey Conde de Alba de Liste (1655-1661) tuvo algunas dificultades, curiosamente a causa del protocolo. Una de ellas ocurrió durante la procesión del Corpus Christi del año 1657. El arzobispo concurrió bajo un gran quitasol de terciopelo, y como el virrey le mandase decir que lo cerrase, pues él no lo llevaba por hallarse presente el Santísimo, se resintió de tal manera el arzobispo, que se retiró de la procesión y elevó su queja al rey, el cual resolvió que en funciones semejantes ni el virrey ni el arzobispo llevasen quitasol. En otra ocasión, habiendo apresado los alcaldes de corte a los escribanos de la curia por desacato, el arzobispo excomulgó a aquellos (1658). El virrey, apoyado por la Audiencia, le obligó a levantar la excomunión.
Otra desavenencia con la autoridad virreinal surgió por la consagración clandestina del obispo de Huamanga, fray Cipriano de Medina y Vega, celebrada por el arzobispo a las cuatro de la mañana en el noviciado del Convento de San Francisco de Lima, no obstante que el virrey había ordenado que se suspendiese por falta de la cédula de presentación y los ejecutoriales reales (1661). Debido a ello el rey multó al arzobispo con 2000 pesos y con 1000 a fray Cipriano.

#### Beatificación de Rosa de Lima
Finalmente, fue durante su arzobispado en que se produjo la beatificación de Rosa de Lima, el 15 de abril de 1668, por el papa Clemente IX. El 14 de enero de 1670, Villagómez recibió la bula respectiva. El 29 de abril del mismo año presidió, junto con el virrey Conde de Lemos, la solemne ceremonia realizada en el convento de Santo Domingo. Al año siguiente se produjo la canonización de Rosa de Lima, pero cuando llegó la noticia a Lima, ya Villagómez había fallecido.
También se recuerda que Villagómez obtuvo una de las famosas reliquias del lignum crucis (1649), y que inauguró el altar de las reliquias de la iglesia de San Pablo.

### Fallecimiento

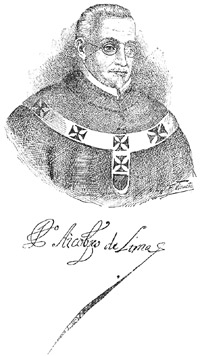
Grabado que representa al arzobispo Pedro de Villagómez y su rúbrica.

Ya anciano y sin fuerzas para afrontar la exorbitante labor pastoral, Villagómez solicitó que se le adscribiera un obispo auxiliar. Se le asignaron sucesivamente cuatro obispos auxiliares, pero ninguno de ellos llegó a asumir dicho cargo. El primero fue el limeño Antonio Vigo, que falleció antes de ser consagrado. El segundo, Nicolás de Ulloa, también limeño, fue luego consagrado obispo de Tucumán, por lo que ya no pudo ir a Lima. El tercero, Blas de Aguinaga, natural de Jerez de la Frontera, si bien arribó a Lima, falleció antes de ser consagrado. El cuarto, Antonio de Azcona Imberto, que era entonces cura de Potosí, fue nombrado cuando ya había fallecido el arzobispo.
Quiso Villagómez entonces renunciar, pero se le denegó tal pedido. Falleció tras 30 años de gobierno arquiepiscopal, a la edad de 81 años. Su corazón fue depositado en el Monasterio Nuestra Señora del Prado y su cuerpo en la cripta de la Catedral de Lima.  En dicho monasterio se hallaba también su retrato de pontifical con esta inscripción: "Hijas haced oración por quien os dió el corazón."
Actualmente se conserva su retrato al óleo, de cuerpo entero, en la Catedral de Lima. Se le ve alto, delgado, rostro grave, miope (usaba lentes).

## Obra escrita
El más importante de sus escritos es:
- Carta pastoral de Exhortación e Instrucción contra las idolatrías de los indios del Arzobispado de Lima (Lima, 1649, reeditada en 1919 como Exhortaciones e Instrucción acerca de las idolatrías de los Indios del arzobispado de Lima por el Dr. D. Pedro de Villagómez). Aborda la relación de la Iglesia con la idolatría de la población andina, todavía supérstite pese a haber transcurrido más de un siglo de la conquista y evangelización. Involucra la actitud eclesiástica en su tarea de evangelización de los pueblos nativos, así como sus implicancias jurídicas.